# Casalattico
Casalattico (Casàlë in dialetto laziale meridionale) è un comune italiano di 517 abitanti della provincia di Frosinone nel Lazio.

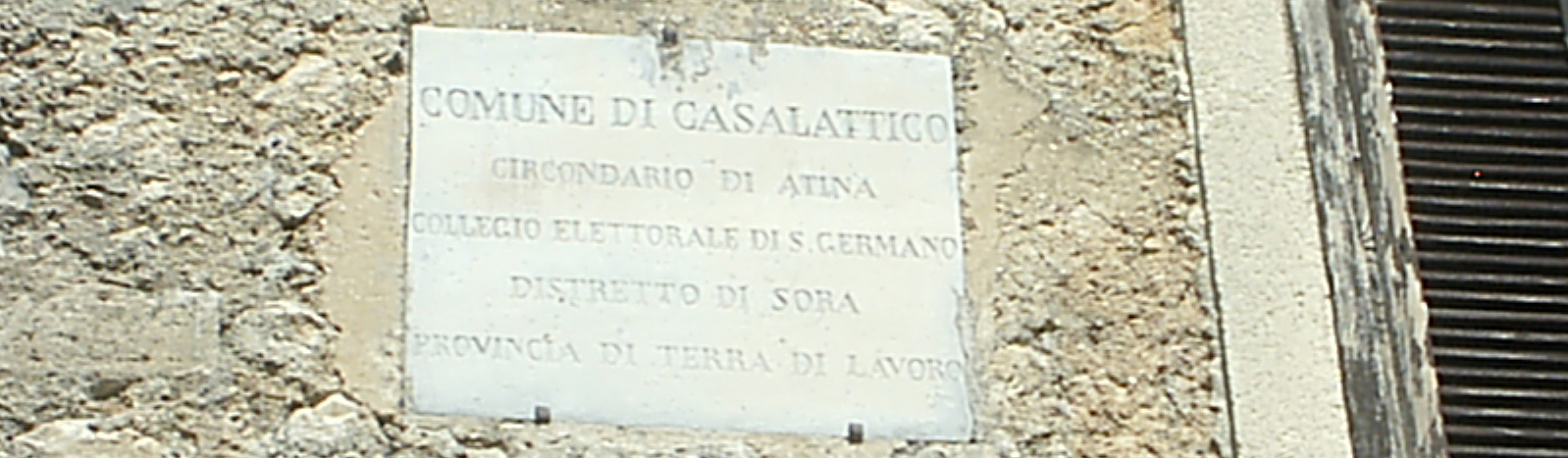
Targa storica all'ingresso di Casalattico, in provincia di Frosinone, già in provincia di Terra di Lavoro

## Geografia fisica

### Territorio
Il paese si trova a 420 m s.l.m., sulla sommità di una collina che si sviluppa nella valle di Comino, con alle pendici il Melfa, affluente di sinistra del Liri.
Il territorio comunale racchiude nel suo perimetro un paesaggio piuttosto variegato, pianeggiante lungo il fiume nella sua parte settentrionale, poi collinare e quindi montuoso nella parte più meridionale, occupata dalle pendici settentrionali, e da alcune cime del massiccio del Monte Cairo.
Tra le cime che ricadono nel territorio comunale, i 1.338 m del Monte la Silara, i 1.320 del Monte le Catenelle, i 1.129 del Monte Marro, i 1.092 del Monte la Sella e i 935 m del Monte Cavallo.

### Clima
Classificazione climatica: zona D, 1855 GR/G

## Storia
Nel primo periodo storico ricadeva nel territorio sannita, attestato anche dalla diffusione del culto di Mefite, una divinità italica legata alle acque, invocata per la fertilità dei campi e per la fecondità femminile, nella zona di Casalattico.
Lo scrittore romano Tito Pomponio Attico aveva una villa a Montattico. Lo dimostra un'iscrizione lungo la strada, detta la "petra scritta", che conduceva da Montattico ad Atina. Lo stesso nome, Casale Attico, lo attesterebbe.
Tra il XIV e XV secolo fece parte della Contea di Alvito, e successivamente, fino al XVIII secolo, fece parte del Ducato di Sora, fino a quando il 14 luglio 1796, Ferdinando IV di Napoli dichiarò soppresso il ducato di Sora.
Da allora, con l'interludio napoleonico in Italia, e fino all'Unità, fece parte del distretto di Sora, all'interno del Regno di Napoli. Nel periodo postunitario, Casalattico ha assistito ad un flusso migratorio diretto soprattutto verso Belfast, nell'Irlanda del Nord, dove oggi vivono circa 1.600 persone di origine italiana.

### Simboli
Lo stemma del comune è rappresentato da una torre che sorregge un uccello; intorno allo scudo dello stemma vi è la scritta in latino Universitas terrae Casalis Attici 1723. Il modello dello stemma assegnato a Casalattico è conservato nell'Archivio di Stato di Napoli. Il gonfalone è un drappo partito di bianco e di azzurro.

## Monumenti e luoghi d'interesse

### Architetture religiose
Monastero di Sant'Angelo in Pesco Mascolino
Il Monastero di Sant'Angelo in Pesco Mascolino è uno storico cenobio benedettino della Valcomino, situato nel comune di Casalattico, di cui oggi restano i ruderi della chiesa e le fondamenta dei principali edifici. È situato all'imbocco delle gole del Melfa, su uno sperone roccioso in località oggi volgarmente detta Sant'Agnere, a ridosso di un'ansa del Melfa presso i confini dei comuni di Casalvieri e Arpino.
- Chiesa di Sant'Antonio
- Chiesa di San Nazario
- Chiesa di San Barbato Vescovo
- Chiesa di Santa Maria della Pace
- Chiesa di Sant'Agostino
- Chiesa Madonna degli Angeli

### Architetture civili
- Ponte romano sul fiume Melfa.
- Torre medievale (resti) nella frazione di Montattico
- La "pietra scritta" (pietra incisa di riferimenti romani, I secolo a.C.) nella frazione di Monforte
- Campanile medievale della chiesa parrocchiale di Casalattico
- Mulino di San Nazario (X secolo), oggi sede del Museo storico della Molitura e dell'Arte contadina
- Osservatorio astronomico Emiliano Nardone dal 2015 a Montattico

### Siti archeologici
- Sito archeologico di San Nazario, una raccolta lapidea di origine romana, dell'epoca tra la fine della Repubblica e il primo Impero.

## Società
Casalattico, come tanti paesi del Lazio meridionale, ha subito il fenomeno dell'emigrazione, che da qui si è rivolta soprattutto verso l'Irlanda, tant'è vero che la maggiore comunità italiana residente in Irlanda, proviene da Casalattico.

### Religione
La popolazione professa per la maggior parte la religione cattolica nell'ambito della diocesi di Sora-Cassino-Aquino-Pontecorvo

### Evoluzione demografica
Abitanti censiti

### Etnie e minoranze straniere
Secondo i dati ISTAT al 31 dicembre 2010 la popolazione straniera residente era di 51 persone. Le nazionalità maggiormente rappresentate in base alla loro percentuale sul totale della popolazione residente erano:
- Regno Unito 13 1,98%
- Irlanda 12 1,83%
- Francia 7 1,07%

### Tradizioni e folclore
- Festa di San Barbato, il 19 febbraio
- Festa della Madonna della Pace, il 29 luglio Frazione Montattico
- Festa dell'Emigrante, il 15 agosto
- Irish Fest, 14 agosto

## Cultura

### Istruzione

#### Musei
- Museo Storico della molitura e dell'arte contadina (Loc. San Nazario).

### Cucina
Vini DOC
Il territorio comunale è luogo di produzione di alcuni vini regolamentati dal disciplinare Atina DOC.

## Economia
Di seguito la tabella storica elaborata dall'Istat a tema Unità locali, intesa come numero di imprese attive, ed addetti, intesi come numero di addetti delle imprese locali attive (valori medi annui).
|             | 2015                  |                              |                            |                |                       |                     | 2014                  |                | 2013                  |                |
| ----------- | --------------------- | ---------------------------- | -------------------------- | -------------- | --------------------- | ------------------- | --------------------- | -------------- | --------------------- | -------------- |
|             | Numero imprese attive | % Provinciale Imprese attive | % Regionale Imprese attive | Numero addetti | % Provinciale Addetti | % Regionale Addetti | Numero imprese attive | Numero addetti | Numero imprese attive | Numero addetti |
| Casalattico | 20                    | 0,06%                        | 0,004%                     | 32             | 0,03%                 | 0,002%              | 22                    | 32             | 24                    | 32             |
| Frosinone   | 33.605                |                              | 7,38%                      | 106.578        |                       | 6,92%               | 34.015                | 107.546        | 35.081                | 111.529        |
| Lazio       | 455.591               |                              |                            | 1.539.359      |                       |                     | 457.686               | 1.510.459      | 464.094               | 1.525.471      |

Nel 2015 le 20 imprese operanti nel territorio comunale, che rappresentavano lo 0,06% del totale provinciale (33.605 imprese attive), hanno occupato 32 addetti, lo 0,03% del dato provinciale; in media, ogni impresa nel 2015 ha occupato un addetto (1,6).

## Amministrazione
Nel 1927, a seguito del riordino delle circoscrizioni provinciali stabilito dal regio decreto n. 1 del 2 gennaio 1927, per volontà del governo fascista, quando venne istituita la provincia di Frosinone, Casalattico passò dalla provincia della Terra di Lavoro a quella di Frosinone.

### Altre informazioni amministrative
- Fa parte della Comunità montana Valle di Comino
- Fa parte dell'Unione dei comuni "Cominium"

## Sport

### Calcio
- La locale squadra di Calcio è la FC Casalattico.